# Lay Gayint
Lay Gayint est un des 105 woredas de la région Amhara, en Éthiopie.
Il compte 206 499 habitants en 2007.
Sa capitale administrative est Nefas Mewcha.

## Situation
Le woreda fait partie de la zone Debub Gondar de la région Amhara.
Il est entouré par d'autres woredas de la zone Debub Gondar sauf au nord-est où il est limitrophe de la zone Semien Wollo,.
| Ebenat      |            | Bugna       |
| Farta       | Lay Gayint | Meket       |
| Misraq Este | Simada     | Tach Gayint |

Le woreda est desservi par une route est-ouest venant de Weldiya, la plus grande ville de la zone Semien Wollo, située à environ 180 km de Nefas Mewcha sur l'A2 (en). La route se poursuit vers l'ouest, elle passe à Debre Tabor et atteint la route Baher Dar-Gondar à environ 100 km de Nefas Mewcha à proximité du lac Tana.

## Histoire
Nefas Mewcha était jusqu'en 1995 la capitale d'un awraja de la province de Gondar (ou Bégemeder) appelé Gayint. Le woreda actuel Lay Gayint (en amharique : ላይ ጋይንት) et son voisin Tach Gayint (en amharique : ጣጭ ገዪንት) conservent le nom de l'awraja sous la forme « haut Gayint » et « bas Gayint»[à vérifier][réf. souhaitée].

## Démographie
D'après le recensement national de 2007 réalisé par l'Agence centrale de la statistique (Éthiopie), le woreda compte 206 499 habitants et 11 % de la population est urbaine.
La population urbaine comprend 1 514 habitants à Sali, 1 691 habitants à Gobgob et 15 127 habitants à Nefas Mewcha.
La plupart des habitants (97,5 %) sont orthodoxes et 2,5 % sont musulmans.
Avec une superficie de 1 522,43 km2[réf. souhaitée], le woreda a en 2007 une densité de population de 136 personnes par km2 ce qui est inférieur à la moyenne de la zone.
En 2020, la population est estimée à 263 465 personnes par projection des taux de 2007.